# Magnetischer Leitwert
Der magnetische Leitwert oder auch Permeanz {\displaystyle \Lambda } ist der Quotient aus dem magnetischen Fluss {\displaystyle \Phi } und der magnetischen Spannung {\displaystyle V_{\text{m}}} und stellt den Kehrwert des magnetischen Widerstandes {\displaystyle R_{\text{m}}} dar:
{\displaystyle \Lambda ={\frac {\Phi }{V_{\mathrm {m} }}}={\frac {1}{R_{\text{m}}}}}
Die SI-Einheit des magnetischen Leitwerts ist das Henry.